# Brachystelma johnstonii
Brachystelma johnstonii är en oleanderväxtart som beskrevs av Nicholas Edward Brown. Brachystelma johnstonii ingår i släktet Brachystelma och familjen oleanderväxter. Inga underarter finns listade i Catalogue of Life.